# NGC 472
NGC 472 é uma galáxia espiral (S0-a) localizada na direcção da constelação de Pisces. Possui uma declinação de +32° 42' 30" e uma ascensão recta de 1 horas, 20 minutos e 28,9 segundos.
A galáxia NGC 472 foi descoberta em 29 de Agosto de 1862 por Heinrich Louis d'Arrest.